# Haeckelia rubra
Haeckelia rubra is een soort in de taxonomische indeling van de ribkwallen (Ctenophora). 
De kwal behoort tot het geslacht Haeckelia en behoort tot de familie Haeckeliidae. De wetenschappelijke naam van de soort werd voor het eerst geldig gepubliceerd in 1853 door Kölliker.